# Dorfkirche Thulendorf

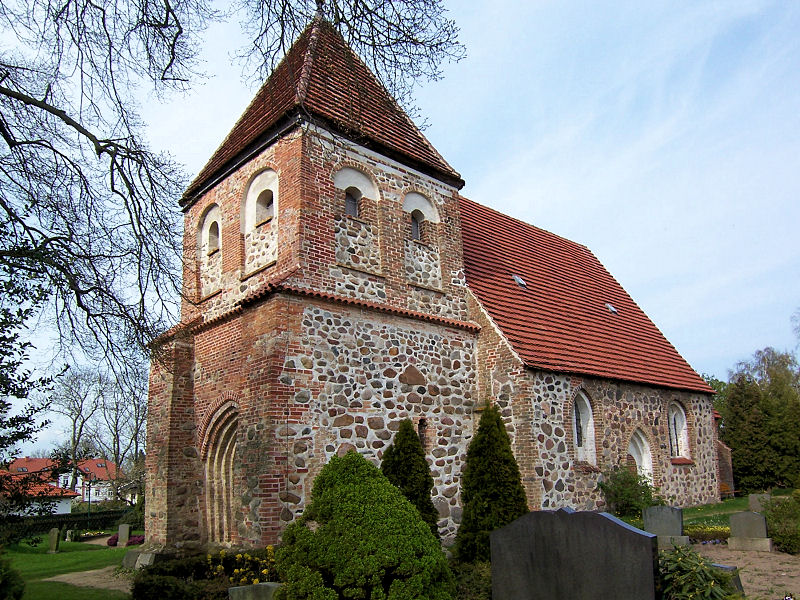
Dorfkirche Thulendorf

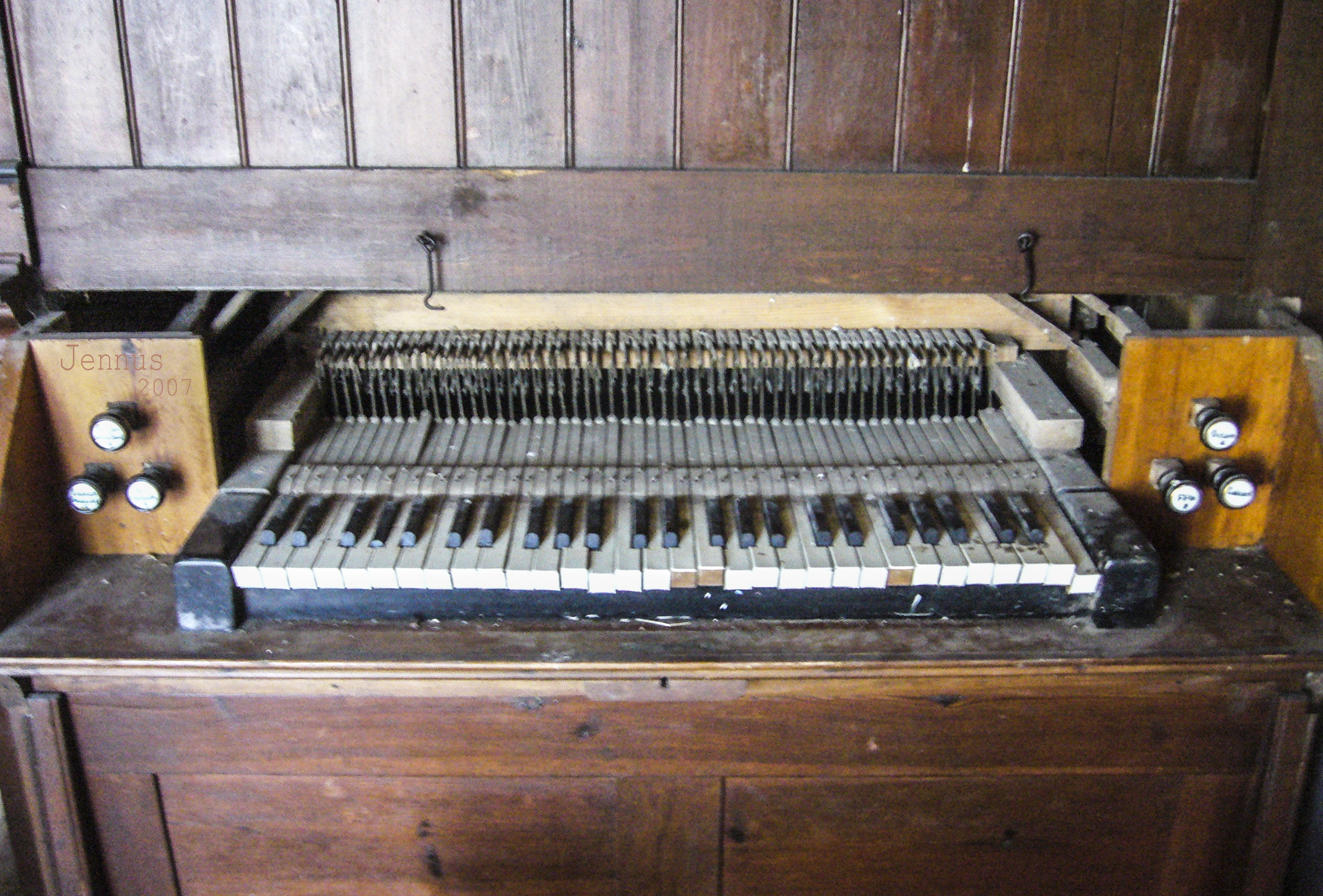
Orgel Carl Börger Thulendorf

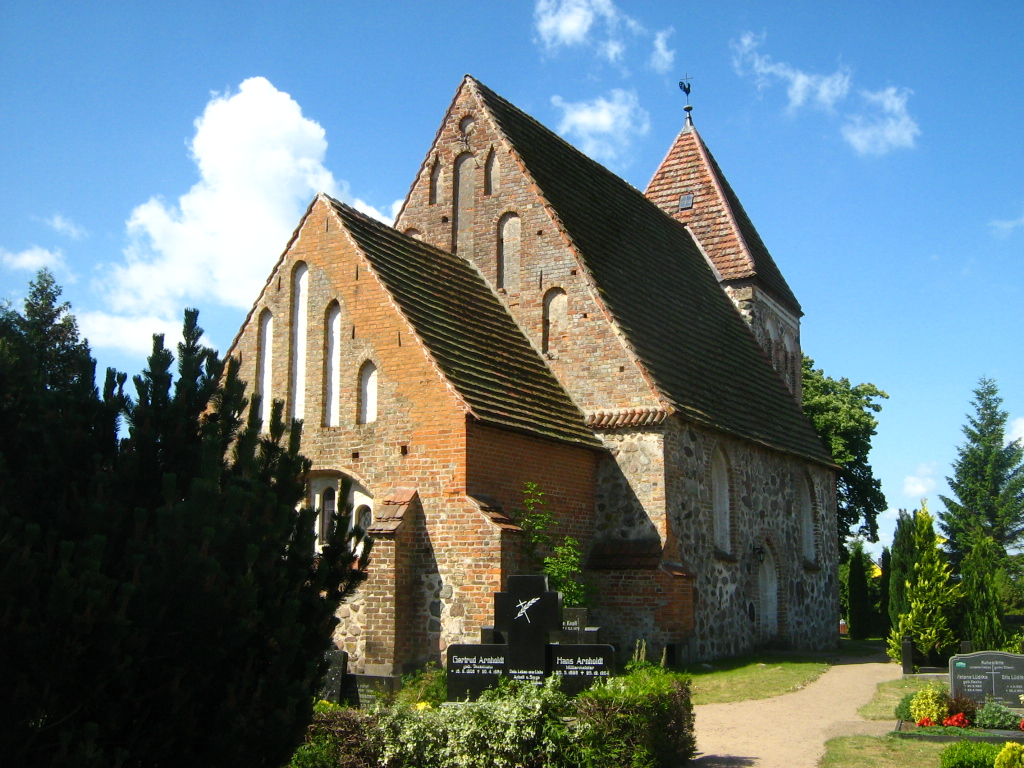
Ansicht der Rückseite

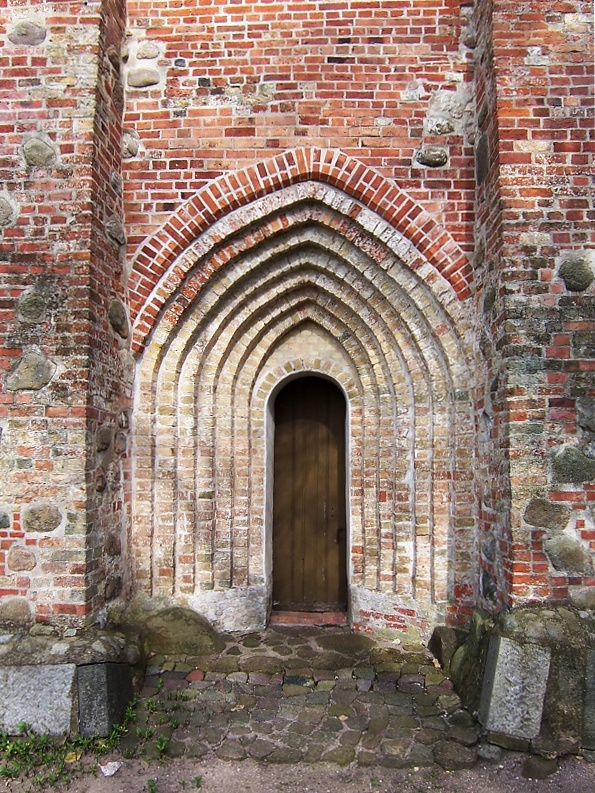
Portalansicht

Die Dorfkirche Thulendorf ist ein denkmalgeschütztes Kirchengebäude in Thulendorf, im Landkreis Rostock (Mecklenburg-Vorpommern). Die Kirche steht auf einem denkmalgeschützten Friedhof, dessen Einfriedung ebenfalls unter Denkmalschutz steht. Die Evangelisch-Lutherische Kirchengemeinde Thulendorf gehört zur Propstei Rostock in der Evangelisch-Lutherischen Kirche in Norddeutschland.

## Geschichte und Architektur
Das flachgedeckte Gebäude wurde vermutlich im 13. Jahrhundert in Feldstein errichtet. Der Westturm mit Ergänzungen in Backstein steht über einem rechteckigen Grundriss. Der eingezogene Chor wurde im 15. Jahrhundert in Backstein angefügt. Die östlichen Giebel des Chores und des Schiffes sind mit schlichten Blenden ausgestattet. Das Gebäude wurde 1663 umfassend umgebaut, dabei wurden die Chorwände verändert. Im Schiff sind Reste von Wandmalereien, vermutlich von der Mitte des 17. Jahrhunderts erhalten, dargestellt ist unter anderem Johannes der Täufer. Das Rücksprungportal in der Westwand ist besonders reich gestaltet. In das Schiff wurde eine Flachdecke eingezogen, der Chor wurde mit einem steilen Kreuzrippengewölbe ausgestattet.

## Ausstattung
- Der Altarblock wurde aus der Achse gerückt. Als Aufsatz dient ein Gemälde mit der Darstellung des Ecce Homo, es ist mit 1664 bezeichnet.
- Die Kanzel wurde etwa gleichzeitig mit dem Altar angefertigt. Eine Figur des Atlas trägt den Kanzelkorb, die Brüstung ist mit Pilastern verziert. 1767 wurde ein gemaltes Allianzwappen zugefügt.
- Die beiden Kabinettscheiben stammen von 1664 und 1672.
- Die Orgel vom Orgelbauer Carl Börger und die Empore wurden im 19. Jahrhundert aufgestellt.
- Der vergoldete Kelch aus Silber und die Patene wurden 1984 abgefertigt.
- Ein weiterer vergoldeter Kelch aus Silber ist eine Arbeit vom Ende des 17. Jahrhunderts.
- Die Glocke wurde 1772 von Michael Begun aus Friedland gegossen.